# Christie Murray
Christie Murray (Bellshill, 3 maggio 1990) è una calciatrice scozzese, attaccante o centrocampista del Birmingham City e della nazionale scozzese.

## Carriera

### Club
Durante il calciomercato estivo si trasferisce al Liverpool per la prima stagione della rinnovata FA Women's Super League.

### Nazionale
Murray viene convocata dalla federazione calcistica della Scozia (Scottish Football Association - SFA) per vestire inizialmente la maglia della formazione Under-17, per passare in seguito a quella Under-19 della quale indosserà anche la fascia di capitano.
Nel 2009 Murray inizia a frequentare lo Scottish Football Association National Performance Centre presso la University of Stirling.
La convocazione nella nazionale maggiore arriva in occasione dell'edizione 2010 della Cyprus Cup, torneo internazionale ad invito destinato alle nazionali di calcio femminile. Fa il suo debutto nel torneo il 1º marzo 2010, nell'incontro perso 3-0 con le avversarie della Nuova Zelanda, e segna la sua prima rete con la nazionale maggiore il 5 aprile 2012, al Tynecastle Stadium, portando sul 2-1 all'87' il risultato con l'Irlanda durante la fase di qualificazione al campionato europeo di Germania 2013.
Nel 2017 il CT Anna Signeul la convoca per l'Europeo dei Paesi Bassi, prima partecipazione di sempre delle scozzesi. La squadra chiude la competizione continentale venendo eliminata nel girone con 3 punti, ottenuti vincendo l'ultima gara, 2-1 con la Spagna, dopo le sconfitte con Inghilterra per 6-0 e Portogallo per 2-1. Signeul tuttavia non impiega Murray in nessuno dei tre incontri disuptati.

## Palmarès

### Club
- Campionato inglese di seconda divisione: 1

Doncaster Rovers Belles: 2017-2018
- Scottish Women's Cup: 3

Glasgow City: 2011, 2012, 2013
- Scottish Women's Premier League: 3

Glasgow City: 2011, 2012, 2013
- Scottish Women's Premier League Cup: 3

Celtic: 2010
Glasgow City: 2012, 2013

### Nazionale
- Pinatar Cup: 1

2020